# Rich Thompson (baseball, 1984)
Pour le voltigeur américain, voir Rich Thompson (baseball, 1979).
Richard Thompson (né le 1er juillet 1984 à Hornsby, Nouvelle-Galles du Sud, Australie) est un ancien lanceur de relève droitier des Ligues majeures de baseball.

## Carrière internationale

### Jeux olympiques
Rich Thompson fait partie en 2004 de l'équipe d'Australie qui remporte la médaille d'argent en baseball aux Jeux olympiques d'Athènes.
Il lance trois manches et un tiers en deux sorties, une première face à Taïwan, puis une seconde où il accorde un point dans une victoire des Australiens sur la Grèce.

### Classique mondiale
Thompson a représenté l'Australie à la Classique mondiale de baseball en 2006 et 2009.
En 2006, il apparaît dans un seul match, accordant deux points sur deux coups sûrs en une manche et un tiers lancée dans une dégelée de 10-0 de son pays face à l'Italie.
À la compétition de 2009, il blanchit d'entrée de jeu le Mexique pendant deux manches complètes dans un gain de 17-7 de l'Australie. Cependant, à sa seconde sortie, il gâche une occasion de sauvetage et accorde deux points à Cuba dans un revers de la sélection australienne, 5 à 4. Thompson est crédité de la défaite dans ce match.

## Ligue majeure de baseball
Rich Thompson signe son premier contrat professionnel avec les Angels d'Anaheim en 2002. Il atteint les Ligues majeures le 1er septembre 2007.
Il joue surtout en ligues mineures dans l'organisation des Angels. Après avoir joué sept parties en 2007 avec le grand club, il ne prend part qu'à deux matchs, totalisant à peine deux manches au monticule, pour les Angels en 2008.
En 2009, il présente une moyenne de points mérités de 5,12 en treize sorties comme releveur et 19 manches et un tiers lancées pour les Angels.
En 2010, il lance à nouveau treize matchs, mais affiche une excellente moyenne de 1,37 en 19,2 manches. Il remporte ses deux décisions, décrochant sa première victoire dans les majeures le 10 septembre 2010 contre les Mariners de Seattle.
2011 est la saison où il est le plus employé par les Angels depuis le début de sa carrière. Il lance en relève dans 44 parties et affiche une moyenne de points mérités de 3,00 avec 56 retraits sur des prises en 54 manches lancées.
Thompson amorce 2012 avec les Angels et après deux parties jouées il est réclamé au ballottage par les Athletics d'Oakland le 20 avril.